# 430

430(사백삼십)은 429보다 크고 431보다 작은 자연수다.

## 수학
- 합성수로, 그 약수는 1, 2, 5, 10, 43, 86, 215, 430이다. 진약수의 합은 362이므로, 430은 부족수다.
- 50번째 쐐기수다. 앞의 쐐기수는 429, 다음 쐐기수는 434다.
- 34번째 불가촉수다. 앞의 불가촉수는 426, 다음은 448이다.
- 자릿수 제곱합이 제곱수인 45번째 자연수다. 이 성질을 지닌 앞의 수는 424, 다음 수는 442이다. (OEIS의 수열 A175396)
  - {\displaystyle 4^{2}+3^{2}+0^{2}=16+9+0=25=5^{2}}
- {\displaystyle 430=66+91+120+153}
  - 연속하는 네 육각수의 합으로 나타낼 수 있는 수다. 이 성질을 지닌 앞의 수는 322, 다음 수는 554다.
- {\displaystyle 430=2^{9}-(3^{4}+1)}
- {\displaystyle 87^{4}-1}은 430으로 나누어떨어진다.

## 과학
- NGC 430(영어판): 고래자리 방향에 있는 E형 타원은하.

## 교통

### 철도
- 수도권 전철 4호선 이촌역의 역번호.

### 도로
- 고속도로 및 국도
  - 오토루트 430호선(프랑스어판): 프랑스의 고속도로.
  - 일본 430번 국도(일본어판): 오카야마현 구라시키시에서 다마노시까지 이어지는 일본의 국도.
- 기타 도로
  - 현도 제430호선

## 군사
- U-430(영어판): 제2차 세계 대전에 사용된 나치 독일의 군용 잠수함.

## 문화유산
- 대한민국의 보물 제430호: 포항 보경사 승탑
- 대한민국의 사적 제430호: 경주 손곡동과 물천리 유적

## 기타
- 날짜: 4월 30일
- 연도: 430년, 기원전 430년
- 430년대
- 한국십진분류법에서 화학에 관한 책들이 분류되는 번호.